# Pheidole symbiotica
Pheidole symbiotica là một loài côn trùng thuộc họ Formicidae. Đây là loài đặc hữu của Argentina.